# Erica praegeri
Erica praegeri là một loài thực vật có hoa trong họ Thạch nam. Loài này được Ostenf. mô tả khoa học đầu tiên năm 1912.